# Octodon pacificus
Octodon pacificus é um gênero de roedor da família Octodontidae. Endêmico do Chile, pode ser encontrado apenas na Ilha Mocha, província de Arauca.